# Aphonopelma clarum
Aphonopelma clarum là một loài nhện trong họ Theraphosidae.
Loài này thuộc chi Aphonopelma. Aphonopelma clarum được Ralph Vary Chamberlin miêu tả năm 1940.